# Місіонерки Святої Родини
Місіонерки Святої Родини (Congregatio Sororum Missionariarum Sanctae Familiae, абревіатура — MSF) — католицьке згромадження монахинь, засноване блаженною Болеславою Лямент.

## Історія
Конгрегація була заснована Болеславою Марією Лямент в Могильові в 1905 році під керівництвом о. Фелікса Вертинського, який працював у Москві. Основна мета створення Конгрегації полягала в молитовному житті і релігійно-виховній діяльності, спрямованих на служіння справі єдності Православної і Католицької Церкви (задовго до Другого Ватиканського собору і ідеї екуменізму), а також на зміцнення католиків у вірі. Першими сестрами Конгрегації були блаж. Болеслава Лямент, Луція Чеховська і Леокадія Гурчинська. У 1907 році громада почала своє служіння в Санкт-Петербурзі, де сестри займалися навчанням і вихованням дітей і молоді різних віросповідань і національностей. У 1914 році єпископ Ян Цепляк офіційно затвердив Конгрегацію. Документ про схвалення Святим Престолом Конгрегація отримала 7 липня 1967 року. З 1979 року генеральний будинок Сестер Святого Сімейства знаходиться в Польщі.
У 1991 році засновниця Конгрегації була беатифікована Папою Іоанном Павлом II.